# Derambila alucitaria
Derambila alucitaria là một loài bướm đêm trong họ Geometridae.